# مقاطعة بوميرانيا (1815 – 1945)
كانت مقاطعة بوميرانيا مقاطعة بروسية تأسست عام 1815 ودامت حتى 1945. وكانت تابعة وقت تأسيسها في 1815 إلى مملكة بروسيا، توسعٌ لمقاطعة بوميرانيا الأقدم في ظل براندنبورغ بروسيا، لتصبح بعدها جزءًا من الإمبراطورية الألمانية في 1871. ومن 1918، كانت بوميرانيا مقاطعة تابعة لولاية بروسيا الحرة حتى حُلت في 1945 عقب الحرب العالمية الثانية، وتقسمت أراضيها بين بولندا وألمانيا التي يحتلها الحلفاء. كانت مدينة ستيتن (شتشين الحالية في بولندا) عاصمة المقاطعة.

## الفترة النازية

### الحركة النازية البوميرانية قبل 1933
طوال فترة وجود جمهورية فايمار، هيمن حزب الشعب الوطني الألماني القومي المحافظ على السياسة في المقاطعة; كيان يضم القوميين والملكيين والفولكيش المتطرفين والمعادين للسامية، ومدعوم من رابطة عموم ألمانيا، منظمة قديمة تؤمن بتفوق الشعب الألماني على غيره. لم يحقق الحزب النازي (حزب العمال القومي الاشتراكي الألماني) نجاحًا ملحوظًا في الانتخابات، ولم يكن لديه قاعدة شعبية هامة. تأسس الحزب النازي البوميراني على يد مجموعة من طلاب جامعة غرايفسفالد في 1922، عندما حُظر الحزب النازي رسميًا. أصبح عميد الجامعة ثيودور فاهلين غاوليتر (زعيم الحزب لفرع إقليمي) في 1924. وبعد ذلك بوقت قصير، فُصل من الجامعة وأفلس. كان هناك تراجع في عضوية الحزب التي بلغت 330 في 1924 لتصبح 297 في ديسمبر 1925. وكان وجود الحزب محدودًا في المقاطعة. تركز الأعضاء بشكل رئيسي في بوميرانيا الغربية وكانوا منقسمين داخليًا. انسحب فاهلين من منصب الغاوليتر في 1927 وحل محله والتر فون كورسوانت، ذو رتبة فارس بوميرانيا صاحب الملكية.
قاد كورسوانت الحزب من ملكيته في كونتزو. وفي انتخابات الرايخستاغ عام 1928، حصل النازيون على 1.5% من الأصوات في بوميرانيا. رُهن جزء من ممتلكات الحزب. وفي عام 1929، حصل الحزب على 4.1% من الأصوات. طُرد كورسوانت بعد نزاعات مع قيادة الحزب ليحل محله فيلهلم كاربنشتاين، أحد الطلاب السابقين الذين شكلوا الحزب النازي البوميراني في 1922 ومحام في غرايفسفالد منذ عام 1929. نقل المقر الرئيسي إلى ستيتن واستبدل متطرفين شباب بالعديد من مسؤولي الحزب. وفي انتخابات الرايخستاغ في 14 سبتمبر 1930، حصد الحزب نسبة كبيرة بلغت 24.3% من أصوات بوميرانيا، فأصبح ثاني أقوى حزب، بعد حزب الشعب الوطني الألماني الذي كان منقسمًا داخليًا في مطلع ثلاثينيات القرن العشرين.
وفي انتخابات يوليو 1932، حاز النازيون على 48% من الأصوات في بوميرانيا، فيما تراجعت نسبة أصوات حزب الشعب الوطني الألماني إلى 15.8%. وفي مارس 1933، حصل الحزب النازي على نسبة 56.3%.

### الحكومة النازية منذ عام 1933
بدأ النازيون باعتقال معارضيهم مباشرة بعد وصولهم إلى السلطة. وفي مارس 1933، اعتُقل 200 شخص، وارتفع هذا العدد إلى 600 خلال الشهر التالي. وفي شتشين بريدو، في موقع شركة فولكان المفلسة لبناء السفن، أنشأ النازيون معسكر اعتقال مؤقت وغير رسمي من أكتوبر 1933 إلى مارس 1934، حيث أساءت كتيبة العاصفة معاملة ضحاياها. وتوسعت عضوية كتيبة العاصفة البوميرانية في 1933 لتصل إلى 100,000 عضو.
انسحب الرئيس الأعلى كارل فون هالفيرن في 1933، وانسحب معه ثلث مسؤولي المناطق ورؤساء البلديات.
أُجريت أيضًا في 1933 انتخاباتٌ لبرلمان إقليمي جديد، تمتع آنذاك بأغلبية نازية. وصدرت مراسيم نقلت جميع المسائل التي كانت في السابق من مسؤولية البرلمان إلى مجلس المقاطعة، وعلاوة على ذلك، نُقلت سلطة اتخاذ القرار بشأن هذه القضايا من مجلس المقاطعة إلى الرئيس الأعلى، لكن، تعين عليه أولًا الأخذ برأي لجنة المقاطعة الاستشارية. وحالما نُقلت السلطة إلى الرئيس الأعلى إلى جانب اللجنة الاستشارية، أُلغيت جميع أجهزة اتحاد المقاطعة (البرلمان ومجلس المقاطعة وجميع المفوضيات الأخرى)، التي مثلت الإدارة الذاتية السابقة للمقاطعة، عدا اللجنة الاستشارية للمقاطعة التي اختُزلت سلطتها، فاجتمعت نحو مرة واحدة في العام دون الاستفادة من حقوقها الاستشارية. ظل منصب رئيس المقاطعة، الذي يمثل رأس اتحاد المقاطعة، قائمًا. واعتبارًا من 1933، أصبح رئيس المقاطعة منصبًا نازيًا يتصرف بما يتماشى مع الرئيس الأعلى. دخل القانون حيز التنفيذ في 1 أبريل 1934.
في عام 1934، جرى تبديل العديد من رؤساء الحركة النازية البوميرانية. أُطلق النار على زعيم كتيبة العاصفة بيتر فون هايدبريك في ستادلهايم بالقرب من ميونيخ بسبب صداقته مع روم. واحتُجز كاربنشتاين لمدة عامين ومُنع من دخول بوميرانيا بسبب نزاعات مع مقر الحزب النازي (حزب العمال القومي الاشتراكي الألماني). استبدل خليفته، فرانز شويد كوبورغ، بمعظم موظفي كاربنشتاين موظفي كورسوانت السابقين، وهم أصدقاء له من بافاريا، وأعضاء في قوات الأمن الخاصة. أُجبر 23 من أصل 27 كايزلايتر (قائد مقاطعة)، على ترك مناصبهم من قِبل شويد كوبورغ، الذي أصبح غاوليتر في 21 يوليو، ورئيس أعلى في 28 يوليو 1934.
كما هو الحال في سائر ألمانيا النازية، بسط النازيون السيطرة الشمولية على المقاطعة من خلال سياستهم المعروفة باسم غلايخ شالتونغ (التنسيق).

### ترحيل يهود بوميرانيا
في عام 1933، كانت بوميرانيا تضم نحو 7,800 يهودي، يقيم ثلثهم في ستيتن. أما الثلثان الآخران فتوزعا في جميع أنحاء المقاطعة، وكانت الجاليات اليهودية التي تضم أكثر من 200 شخص موجودة في ستيتن وكولبرغ ولاونبورغ في بوميرانيا وسلوبسك.
عندما بدأ النازيون في ترويع اليهود، هاجر الكثير منهم. وبعد عشرين أسبوعًا من استيلاء النازيين على السلطة، كان عدد اليهود في بوميرانيا قد انخفض بنسبة 8%.
وإلى جانب القمع الذي تعرض له اليهود في جميع أنحاء ألمانيا النازية، بما في ذلك تدمير المعابد اليهودية البوميرانية في 9 نوفمبر 1938 (ليلة البلور)، رُحل جميع اليهود الذكور في ستيتن إلى معسكر اعتقال أورانينبورغ بعد هذا الحدث وأُبقي عليهم هناك لعدة أسابيع.
في 12 و13 فبراير 1940، رُحل ما بين 1,000 إلى 1,300 يهودي من بوميرانيا، بغض النظر عن الجنس والعمر والصحة، من ستيتن وشنايدميول إلى معسكر لوبلين ليبوا، الذي أُنشأ بعد خطة نيسكو في بولندا المحتلة. وكان من بين المرحلين نساء متزوجات من غير اليهود. اتسمت عملية الترحيل باللاإنسانية. فبالرغم من درجات الحرارة المنخفضة، لم تُدفأ العربات. ولم يُسمح لهم بأخذ أي نوع من الطعام. وصُفيت الممتلكات التي تُركت خلفهم. ولقي ما يصل إلى 300 شخص حتفهم نتيجة الترحيل نفسه. وفي منطقة لوبلين، في ظل نظام كورت إنغل، تعرض العامة لمعاملة غير إنسانية وتجويع وقتل مباشر. لم ينج من الحرب سوى عدد قليل.
يقول بيتر سيمونشتاين كولمان في كتابه «تاريخ المجتمع اليهودي في شنايدميول: من 1641 إلى المحرقة»، إلى جانب معلومات ذكرها موقع jewishgen.org، أن يهود شنايدميول لم «يكونوا جزءًا من 1,000 يهودي رُحلوا من ستيتن (والذين أُرسلوا لاحقًا إلى بياسكي، بالقرب من لوبلين في بولندا)»، وذلك بناءً على قلة الأدلة في أرشيفات مؤسسة الرايخ لليهود في ألمانيا. ويخلص إلى أنه «على الرغم من أن عمليات ترحيل يهود شنايدميول قد خطط لها الغستابو لتتزامن مع الأحداث الرهيبة التي وقعت في ستيتن - إلا أن هذه الإجراءات لم تُنفذ في الوقت نفسه». جاء مخطط ترحيل جميع اليهود من الغاو بناءً على أوامر فرانز شويد كوبورغ، غاوليتر بوميرانيا سيئ السمعة، بالتعاون مع العديد من السلطات النازية في شنايدميول. وكان هدف الغاوليتر الشخصي أن يكون أول من يعلن في الرايخ عن تطهير منطقته من اليهود. واستند في كلامه على الوثيقة 795 من محاكمة أدولف أيخمان.